# Post Office Hill
Post Office Hill är en kulle i Antarktis. Den ligger i Östantarktis. Nya Zeeland gör anspråk på området. Toppen på Post Office Hill är 430 meter över havet.
Terrängen runt Post Office Hill är varierad. Havet är nära Post Office Hill åt nordost. Trakten är obefolkad. Det finns inga samhällen i närheten. 